# Божевисько (Поддембицький повіт)
Божевисько (пол. Borzewisko) — село в Польщі, у гміні Поддембиці Поддембицького повіту Лодзинського воєводства.
Населення — 67 осіб (2011).
У 1975-1998 роках село належало до Серадзького воєводства.

## Демографія
Демографічна структура станом на 31 березня 2011 року:
|          | Загалом | Допрацездатний вік | Працездатний вік | Постпрацездатний вік |
| -------- | ------- | ------------------ | ---------------- | -------------------- |
| Чоловіки | 36      | 8                  | 23               | 5                    |
| Жінки    | 31      | 7                  | 15               | 9                    |
| Разом    | 67      | 15                 | 38               | 14                   |